# Picrasma
Picrasma, umgangssprachlich auch Bitterholz, ist eine Gattung sommergrüner Bäume der Tropen und Subtropen Amerikas und Asiens. Bekannt ist die Art Picrasma quassioides, die wie die Gattung als Bitterholz bezeichnet wird, für seine bemerkenswerte Herbstfärbung.

## Beschreibung

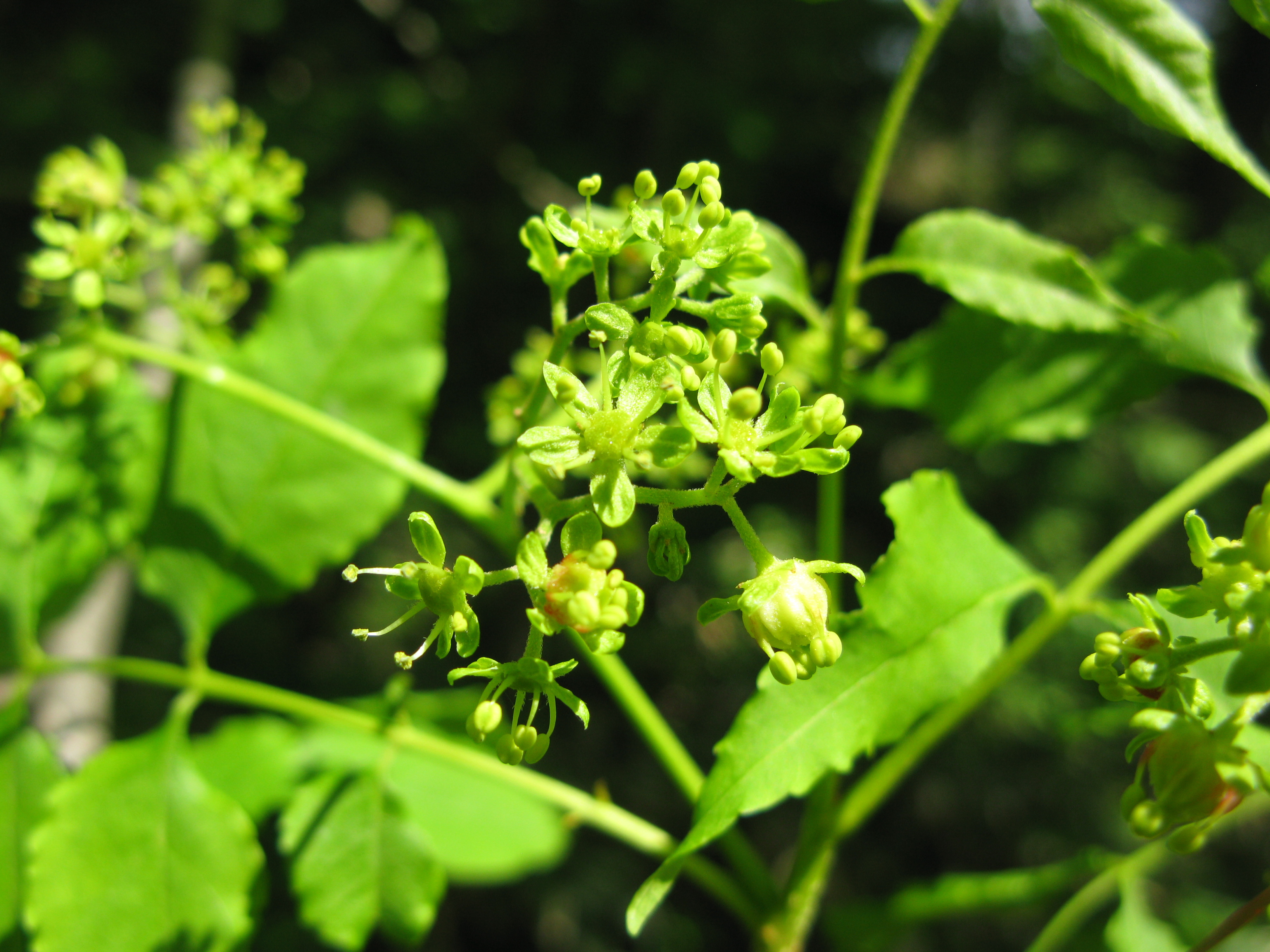
Picrasma quassioides mit Blüten

Die Gattung Picrasma umfasst sommergrüne Bäume mit hell bis dunkel rotbraunen, kahlen Zweigen, die dicht mit länglichen grauen Korkporen bedeckt sind und eine deutliche Markzone aufweisen. Die Knospen sind seidig glänzend, silbrig braun behaart. Die Endknospen sind 5 Millimeter lang. Die Borke hat einen bitteren Geschmack.

### Blätter
Die Blätter sind wechselständig angeordnet und stehen gehäuft an den Zweigenden. Sie sind unpaarig gefiedert, die Basis der Blattstiele und der Stiele der Blättchen sind häufig als Pulvinus ausgebildet. Die Blättchen sind ganzrandig oder gesägt. Die Nebenblätter werden früh abgeworfen oder bleiben erhalten.

### Blüten und Früchte
Die Blüten sind eingeschlechtig oder polygam. Sie sind in lockeren, achselständigen Rispen angeordnet. Das der Einzelblüte gegenüber liegende Tragblatt ist klein oder wird früh abgeworfen. Die Einzelblüten sind vier- oder fünfzählig und haben einen in der unteren Hälfte gegliederten Blütenstiel. Die Kelchblätter sind klein, stehen frei oder sind teilweise verwachsen. Die Kronblätter überlappen sich kaum bis gar nicht. Sie sind zugespitzt, länger als die Kelchblätter und bleiben bei weiblichen Blüten erhalten. Die vier bis fünf Staubblätter sind an der Basis des vier- bis fünflappigen Diskus eingefügt. Die zwei bis fünf Fruchtblätter stehen frei und haben jeweils eine Samenanlage. Sie sind bei männlichen Blüten zurückgebildet. Der Griffel ist an der Basis verwachsen, die Narbe steht frei.
Die Früchte stehen in bis zu 10 Zentimeter langen und bis zu 25 Zentimeter breiten Rispen. Die 6 bis 7 Millimeter großen, eiförmig-kugeligen Steinfrüchtchen sind ringförmig angeordnet. Das dünne, saftig-fleischige Mesokarp färbt sich zur Reife rot.

## Chemische Merkmale
Das Vorkommen von Petroselinsäure in Picrasma und deren Fehlen in Ailanthus unterstützt die Bildung einer eigenen Untergruppe mit Picrasma sowie Holacantha und Castela innerhalb der Simaroubaceen, was ebenfalls durch genetische Untersuchungen unterstützt wird.

## Verbreitung und Standortansprüche
Vertreter der Gattung findet man im tropischen und subtropischen Asien (vom Himalaja bis Japan, Malaysia und auf den Fidschi-Inseln) und Amerika.

## Systematik
Das Bitterholz (Picrasma) ist eine Gattung in der Familie der Bittereschengewächse (Simaroubaceae). Synonyme der Gattung sind Aeschrion Vell. und Picraena Lindl.
Die Gattung umfasst etwa neun Arten, darunter:
- Picrasma chinensis P.Y. Chen: Sie kommt in den chinesischen Provinzen Guangxi, Xizang und Yunnan in Höhenlagen zwischen 600 und 1400 Metern vor.[2]
- Picrasma crenata Engl.: Sie kommt vom östlichen und südlichen Brasilien über Paraguay bis ins südöstliche Argentinien vor.[7]
- Picrasma excelsa (Sw.) Planch.: Sie kommt in Venezuela, Nicaragua, Costa Rica und auf den Inseln der Karibik, Kuba, Jamaika, Haiti, in der Dominikanischen Republik, Puerto Rico, Martinique, Guadeloupe, St. Vincent, Antigua, Barbados, Dominica, St. Kitts und Nevis, St. Lucia, Montserrat und den Jungferninseln vor.[6]
- Picrasma mexicana Brandegee: Sie kommt im südlichen Mexiko vor.[7]
- Picrasma quassioides (D. Don) Benn.: Sie kommt in Indien, Bhutan, Nepal, in China, Taiwan, Korea und Japan vor.[6][7]

## Nachweise